# Christabel
Christabel är en brittisk dramaserie i fyra avsnitt från 1988. Serien har visats i SVT två gånger, årsskiftet 1988/1989 och i juni 1991.

## Handling
En engelsk ung kvinna, Christabel (spelad av Elizabeth Hurley), gifter sig med en tysk advokat på 1930-talet. Christabel försöker att leva ett normalt liv i Adolf Hitlers Tredje rike.